# Ley Sáenz Peña
La Ley Sáenz Peña ( ley n.º 8871) es una ley electoral argentina aprobada en 1912 que sancionó el derecho al sufragio universal , secreto y obligatorio para los ciudadanos nativos y naturalizados mayores de los 18 años de edad -aún cuando la mayoría de edad estaba establecida en ese momento en 22 años-, que estuvieran inscriptos en el padrón electoral, confeccionado con los datos provenientes del servicio militar obligatorio.La reforma también implantó un sistema electoral de lista abierta para la elección de diputados nacionales, reemplazando al vigente desde 1905. Debe su nombre al presidente Roque Sáenz Peña, miembro del ala modernista del Partido Autonomista Nacionaly principal impulsor de la ley junto al ministro Indalecio Gómez.
Por su estado y condición se hallaban imposibilitados de votar los religiosos, los soldados y los detenidos por juez competente. Otras personas que eran consideradas incapaces de ejercer el derecho fueron los dementes declarados en juicio y los sordomudos que no podían expresarse por escrito. Por causas de indignidad, no podían sufragar por el lapso de cinco años los reincidentes condenados por delitos contra la propiedad, así como los condenados por falso testimonio y por delitos electorales. 
La ley no prohibió explícitamente el voto de la mujer -Julieta Lanteri logró que la justicia la autorizara a votar en 1911-. Sin embargo, poco después se sancionó una ordenanza que definía el uso del padrón del servicio militar obligatorio como padrón electoral. De este modo, en ninguna parte del país se reconoció el derecho de votar y ser elegidas de las mujeres, hasta que se sancionó la Ley 13010 de sufragio femenino en 1947, con excepción de la provincia de San Juan -donde en 1927 se sancionó una Constitución reconociendo el derecho a votar de hombres y mujeres- . En ese tiempo las posturas sufragistas se dividían entre gradualistas, que aspiraban a obtener el voto femenino a nivel local, y universalistas, en lucha por la plenitud en los derechos políticos. 
Por su parte, los diez Territorios Nacionales -La Pampa, Chaco, Misiones, Formosa, Río Negro, Neuquén, Chubut, Santa Cruz, Tierra del Fuego, Antártida e Islas del Atlántico Sur y Los Andes no eligieron autoridades -puesto que éstas eran nombradas por el gobierno nacional-, como así tampoco representantes parlamentarios o para el colegio electoral. Por lo tanto, sus habitantes no sufragaron hasta su provincialización en los años 50.
Las juntas escrutadoras de votos eran las encargadas del recuento de las votaciones, reuniéndose en la Cámara de Diputados de la Nación o en la Legislatura, constituyéndose dichas juntas en cada capital de provincia, integrada por el presidente de la Cámara Federal de Apelaciones, el juez y fue en abril de 1912, en Santa Fe y Buenos Aires. Las primeras elecciones presidenciales realizadas bajo el sistema de la ley ocurrieron en 1916, cuatro años después de su sanción, y resultaron el triunfo del candidato por la Unión Cívica Radical, Hipólito Yrigoyen, la principal fuerza opositora al Partido Autonomista Nacional, que hasta entonces no había accedido al poder y que se habían levantado en armas varias veces.

## Contexto histórico
En 1902 se produjo en la República Argentina una división en el gobernante Partido Autonomista Nacional en torno a la sucesión del dos veces presidente Julio Argentino Roca. La "junta de notables", instaurada desde 1889 como riñón no formal de selección del candidato presidencial del partido dominante, se fracturó en torno a la decisión de Roca de impulsar al abogado Manuel Quintana y al compromiso de postular al expresidente Carlos Pellegrini en la elección.
Allí nacieron dos expresiones políticas dentro de la ideología conservadora: los "autonomistas nacionales" o roquistas, con su política intransigente de mantener el antiguo régimen electoral, y los "autonomistas" o telegrafistas, sectores escindidos del P.A.N. influidos por las revoluciones radicales, los atentados anarquistas y las huelgas obreras. Una de las mayores preocupaciones de los telegrafistas era transpolar las protestas de las calles al Congreso de la Nación Argentina dando cabida política a los nuevos actores sociales. Para ello se hacía necesario dar espacios de representación al principal partido opositor, la Unión Cívica Radical, pero también al moderado Partido Socialista. De esa manera, se debilitaría a las dos grandes fuerzas sociales emergentes de la época: el obrerismo y el anarquismo.
La muerte del presidente Quintana y la asunción del exjurista José Figueroa Alcorta paulatinamente produjo un desbalance político en favor de los autonomistas que, a pesar de la muerte de Carlos Pellegrini, el 17 de julio de 1906, impusieron a su candidato en 1910, el embajador Roque Sáenz Peña. Este fue el impulsor de un nuevo sistema de sufragio en Argentina a partir de la Ley Nacional 8.871.

## El sufragio universal en Argentina
A lo largo de la historia de la política el primer problema que se planteó con respecto al sufragio es el de su extensión. Es decir, si debe ser universal, como derecho a participar en la elección de los elencos de gobierno que pertenece a todos los habitantes de una comunidad; o si debe ser restringido, en el que ciertos individuos deben ser privados de ese derecho en razón del sexo, lugar de nacimiento, lugar de residencia (provincia o territorio nacional), deficiencias físicas y mentales, nivel de instrucción, fortuna, relación de dependencia (religiosa, militar, servidumbre), etnia, edad y moralidad.

### Antecedentes históricos: las Provincias del Río de la Plata

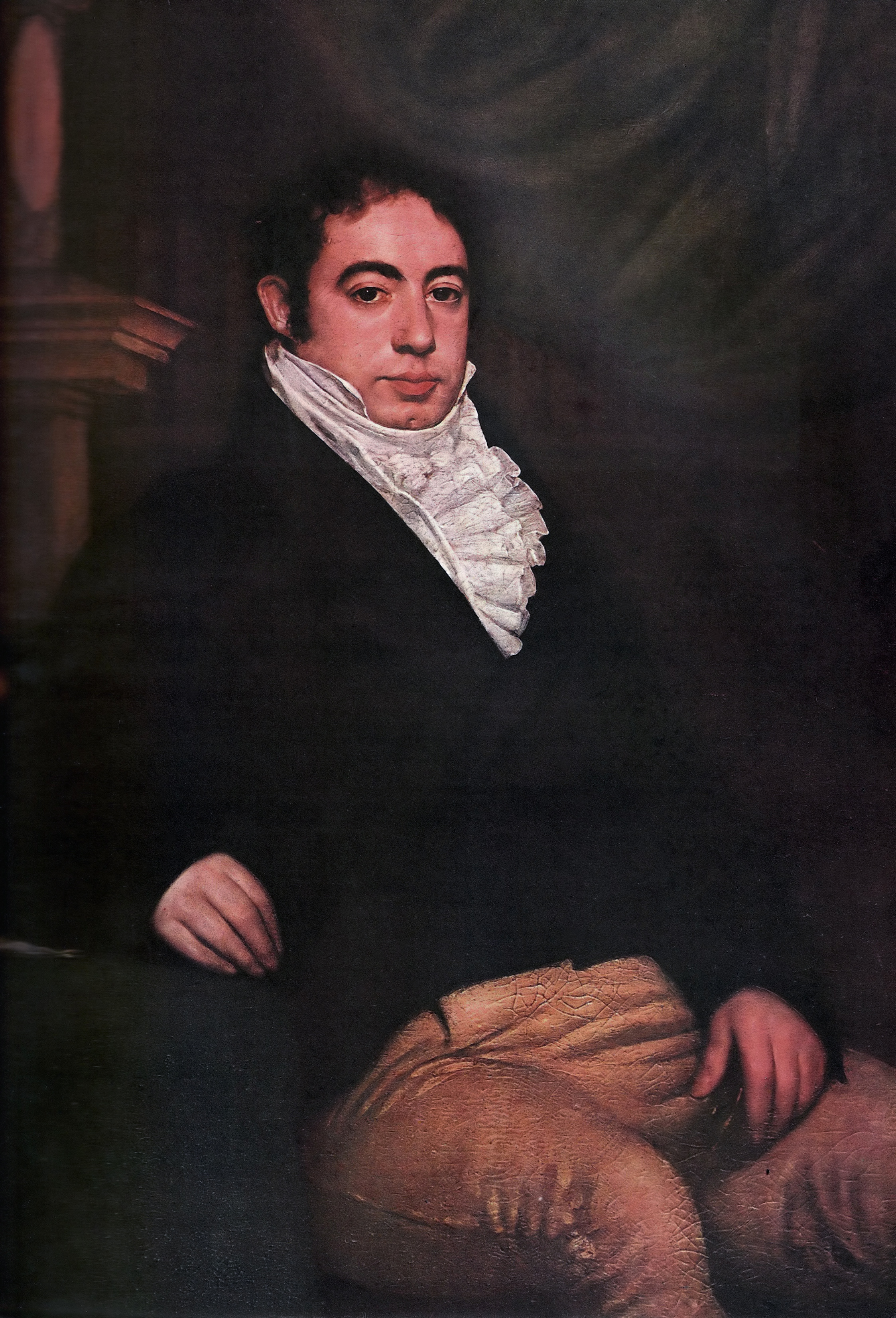
Bernardino Rivadavia fue el impulsor de la Ley de Sufragio Directo que sancionó por primera vez el voto directo y universal en el Río de la Plata.

El derecho del sufragio, en las primeras instituciones políticas rioplatenses, se derivó de los municipios indianos de la época colonial y de la milicia, es decir de la formación de todos los hombres en edad de llevar armas con la obligación de defender su municipio. Cuando el pueblo irrumpió en la historia del Río de la Plata lo hizo formando milicias comandadas por un Jefe o caudillo (así se llame al jefe de las milicias en las antiguas leyes españolas) con los poderes suficientes para defender a la comunidad. “El primer derecho y deber del pueblo es elegir un Caudillo” dice el Estatuto de Santa Fe de 1819 dado por Estanislao López, cuando Santa Fe era un “Pueblo Libre” federado a la Liga de los Pueblos Libres de José Gervasio Artigas.
En la región sur de los pueblos libres, en el territorio de Buenos Aires, el derecho del sufragio tuvo una evolución histórica diferente. Con la desaparición del Directorio, como órgano central de gobierno, la desorganización, la falta de desarrollo y protección del comercio y la vulnerabilidad militar de las familias acomodadas de la ciudad y de los ganaderos de la campaña frente a los pueblos originarios situados al sur y los caudillos del litoral, llevó a los pobladores a constituir un estado provincial autónomo. Así surgió la provincia de Buenos Aires.
En 1820, la ciudad y la campaña se unieron en el llamado “Partido del Orden”, estableciendo una Sala de Representantes y designando un gobernador que fue a la vez jefe de las milicias bonaerenses. La situación de debilidad política local requería de un nuevo régimen representativo para legitimar el poder surgido de la crisis de la Anarquía del Año XX.
Bajo las políticas liberales del gobernador Martín Rodríguez se instituyó un esquema de gobierno representativo basado en un sufragio amplio y directo; reestructurando el espacio político territorial por medio de la participación política de la campaña a través del voto y suprimiendo los cabildos. Con estos mecanismos, se buscaba crear una participación más vasta para evitar el triunfo de facciones minoritarias que asumieran el poder y, por otro lado, la realización de asambleas que cuestionaran la legitimidad de las elecciones, así como del nuevo poder provincial creado. La universalidad del voto se estableció sin conflicto puesto que la elite y la clase dirigente supusieron que su aplicación traería disciplina y orden en un espacio altamente movilizado luego de la guerra de independencia.
El gran avance y la gran novedad del régimen representativo implantado en Buenos Aires fue que combinaba el sufragio directo al voto activo sin restricciones. En 1821, se sancionó la Ley de Sufragio Directo por iniciativa de Juan José Paso, Bernardino Rivadavia y Manuel García estableciendo que «será directa la elección de los representantes que deben completar la representación extraordinaria y constituyente», y que «todo hombre libre, natural del país o avecinado en él, desde la edad de veinte años o antes, si fuere emancipado, será hábil para elegir». En Buenos Aires fue un instrumento de cohesión social, de alcance limitado, porque la fecha y lugar del acto comicial siguieron siendo desconocidos para la mayoría de la población de la campaña.

### La Ley 140
Con el devenir de los nuevos tiempos, la Constitución Nacional de 1853 no reguló mecanismo alguno de sufragio y el Congreso de la Confederación Argentina sancionó la Ley 140 de 1857 siguiendo la «doctrina de la pureza del sufragio» o voto calificado expuesto por el jurista Juan Bautista Alberdi en su libro Elementos de derecho público provincial para la República Argentina de 1853:

“El sistema electoral es la llave del Gobierno representativo. Elegir es discernir y deliberar. La ignorancia no discierne, busca un tribuno y toma un tirano. La miseria no delibera, se vende. Alejar el sufragio de manos de la ignorancia y la indigencia es asegurar la pureza y el acierto de su ejercicio”.

A pesar de que el pensamiento de Alberdi fue netamente liberal, las notas características de la legislación electoral de inspiración alberdiana de 1857, fueron el voto facultativo o no obligatorio, personal y no secreto o público. Las constituciones de provincia siguieron el modelo trazado. En Mendoza —redactada por Alberdi—, Córdoba, San Luis y La Rioja el sufragio quedó restringido a los pudientes, en Salta a quienes supiesen leer y escribir, en Tucumán no podían votar los jornaleros ni los hijos de familia que viviesen con sus padres. Las demás dejaron el sufragio a leyes posteriores.

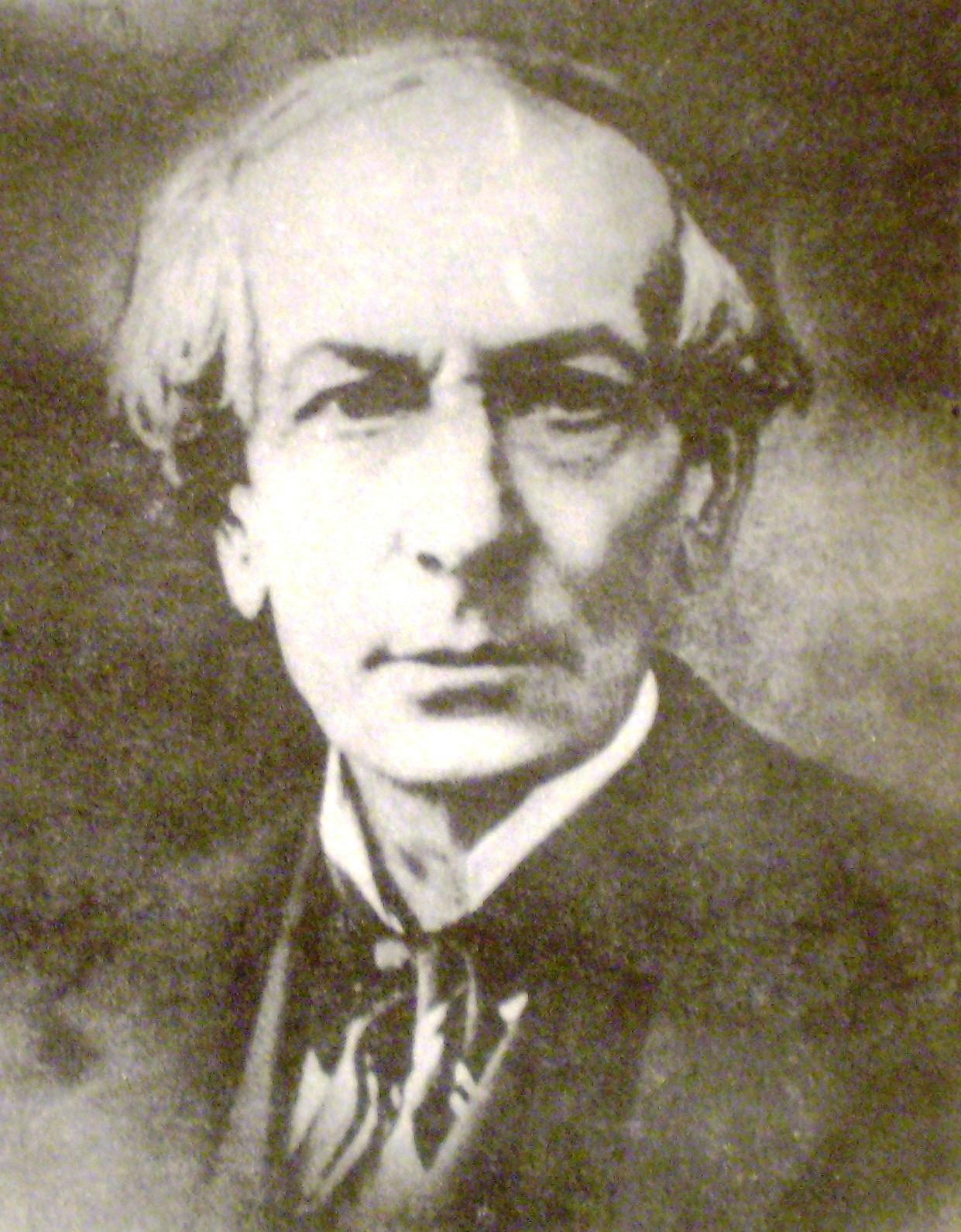
Juan B. Alberdi fue partidario del voto calificado, no secreto y no obligatorio

El sistema de la Ley 140 era deficiente, discrecional y permitía el uso de la fuerza pública para reprimir a aquellos «elementos indeseables» que osaban inscribirse en el registro cívico. Fraude, manipulación y violencia eran sus notas características, como se desprende de la carta del 17 de junio de 1857 de Domingo Faustino Sarmiento a Domingo de Oro, refiriéndose a las elecciones porteñas:

Las elecciones de 1857 fueron las más libres y más ordenadas que ha presentado la América. Para ganarlas, nuestra base de operaciones ha consistido en la audacia y el terror, que empleados hábilmente han dado este resultado (de las elecciones del 29 de marzo). Los gauchos que se resistieron a votar por nuestros candidatos fueron puestos en el cepo o enviados a las fronteras con los indios y quemados sus ranchos. Bandas de soldados armados recorrían las calles acuchillando y persiguiendo a los opositores. Tal fue el terror que sembramos entre toda esa gente, que el día 29 triunfamos sin oposición. El miedo es una enfermedad endémica de este pueblo. Esta es la palanca con que siempre se gobernara a los porteños, que son unos necios, fatuos y tontos.

Los requisitos establecidos en le Ley 140 para la emisión del voto eran: ser mayor de veintiún años, impidiendo la emisión del voto a todo aquel ciudadano de sexo masculino que fuese sordomudo; a los funcionarios eclesiásticos; y a toda aquella persona que no cumpliese con los requisitos de ciudadanía (artículo 7). El elector votaba por una lista de candidatos y la que obtenía simple mayoría de votos se adjudicaba la totalidad de las representaciones (artículo 27). El voto podía emitirse en forma verbal o por escrito. Cada ciudadano votaba por un número igual al de los Diputados designados en la convocatoria. En el caso de la elección del mecanismo en forma de papel, la autoridad de mesa lo leía en voz alta y escribía en una lista o cédula. El acto duraba tres días, donde el primer día, a partir de las ocho de la mañana, se reunían en las Iglesias las “asambleas electorales”, formadas por los propios ciudadanos habilitados para votar. En estas asambleas se elegían a las autoridades de mesa. Una vez seleccionados los ciudadanos como autoridades de mesa, se procedía a la votación, que duraba hasta las cuatro de la tarde. Los días subsiguientes, el horario de votación se establecía entre las nueve de la mañana y las cuatro de la tarde.
Finalmente, el escrutinio se realizaba en las mesas receptoras de votos, realizando cada día un escrutinio provisional, para que el último día se realizase el escrutinio definitivo o general. Una vez obtenido el resultado general, era comunicado a la Legislatura provincial, para luego ser informado a la Legislatura Nacional.
Según la Constitución Nacional, los cargos a elegir de manera directa eran los diputados nacionales, indirectamente lo eran el presidente y vice mediante el Colegio Electoral, compuesto por el doble de diputados y senadores que integraban el Congreso, elegidos estos electores por la ciudadanía, se reunían en los colegios electorales de cada capital de provincia manifestando su voto por presidente y vice, el que mayor número de electores obtenía quedaba consagrado para desempeñar el Poder Ejecutivo Nacional. Esta ley fue modificada por la Ley 207 del 1 de julio de 1859, que estableció en el país el sistema de lista completa y el voto público, pero no obligatorio. Estuvo vigente hasta 1912, con la sola excepción del período comprendido entre 7 de enero de 1903 y el 24 de julio de 1905, lapso durante el cual se aplicó el escrutinio mayoritario uninominal bajo la Ley 4161.
Su vigencia sería corta, en noviembre de 1859 en la Batalla de Cepeda, Buenos Aires se reincorporaba a la Confederación, una incorporación traumática, y justamente por la impugnación de los títulos de los diputados electos en 1861 y su rechazo por el Congreso Nacional al no haberse aplicado las leyes electorales vigentes a nivel nacional y utilizado las leyes provinciales, llevaron a un nuevo conflicto que culminó en la Batalla de Pavón el 17 de septiembre de 1861, esto llevó a una nueva organización de la República bajo la órbita de la nueva clase dirigente porteña que impuso un nuevo modelo de nación en contraposición al modelo de la Confederación Argentina, tan es así que las leyes comienzan a enumerarse nuevamente.
Nuevamente, se realizó una modificación a la ley anterior, la Ley 75 promulgada el 13 de noviembre de 1863, que determinaba cómo debía formarse el registro cívico y realizarse las asambleas electorales. El acto eleccionario se redujo a un solo día (art. 31). El voto se emitía en forma pública y no obligatoria, según el sistema de lista completa. La presente ley también cambiaba la edad mínima para ejercer el voto a mayores de dieciocho años, donde también eran agregados requisitos imposibilitatorios para sufragar. Quedaban fuera del ejercicio de votar todas aquellas personas que fuesen soldados cabos y sargentos de tropas de líneas o que debieran estar enroladas en la Guardia Nacional, y por distintas circunstancias no lo estuviesen (art. 6).
El 5 de octubre de 1866 se dictó la Ley 209, modificatoria de la anterior, pero no en su parte sustantiva, sino que la reforma refirió a los procedimientos generales para la realización del acto eleccionario.
La Ley 623, sancionada el 18 de septiembre de 1873 y promulgada cuatro días después, dispuso que el registro cívico sea confeccionado cada cuatro años, y en cada renovación se dejaría sin efecto el registro cívico anterior (art. 2) que estaría integrado por todos los ciudadanos domiciliados en la sección electoral, que lo solicitaren personalmente y que fueran mayores de diecisiete años (art. 7). En la estructura general, la ley guarda semejanza con la Ley 75 en el sistema de incapacidades (Art. 7), las juntas de calificación (arts. 3, 4 y 5) encargadas de la formación del registro cívico y el mecanismo de los actos electorales.
Eliminó el voto oral, pero seguía siendo público, pues la norma sancionada establecía un registro de votantes en que debía asentarse el nombre de las personas por las cuales votaba cada uno de los inscriptos que participaban de la votación. De esa manera, era posible llevar al instante la evolución de los comicios y organizar en consecuencia una estrategia de votación. Esta ley fue modificada sucesivamente por las leyes n.º 893 de 16 de octubre de 1877, n.º 1012 del 7 de octubre de 1879, n.º 1024 de 22 de julio de 1880, y n.º 2742 de 6 de octubre de 1890.
En cuanto al sistema de representación, regía el mecanismo de «lista completa», por el cual la fuerza política con el mayor número de votos obtenía la totalidad de las bancas en disputa, tanto para legisladores nacionales como para electores de presidente y vicepresidente de la República, restringiendo la participación o impidiendo la expresión de una minoría política en el congreso.

### El fraude electoral en la literatura de fines desigloXIXy principio delsigloXX
La literatura costumbrista en Argentina de finales del siglo XIX y comienzos del siglo XX, reflejó una realidad cívica que contradijo y desafió la letra de las leyes vigentes en materia electoral. Entre los escritores del momento sobresalió el mercedino Roberto Payró, quien describió con tono irónico distintas modalidades del fraude electoral, tales como el «voto múltiple» de una persona o el «volcamiento» del padrón electoral a favor de la lista oficialista. Así por ejemplo, en las Divertidas aventuras del nieto de Juan Moreira (1910) contó la historia de un provinciano y su carrera política a base de engaños y traiciones.
En 1908, publicó “Pago Chico”, un cuento conformado de pequeños relatos irónicos en un lenguaje propio de la época, que refleja las costumbres de un pequeño pueblito rural de la provincia de Buenos Aires -probablemente Bahía Blanca- a principios del siglo XX.
De allí se extrae el siguiente relato:

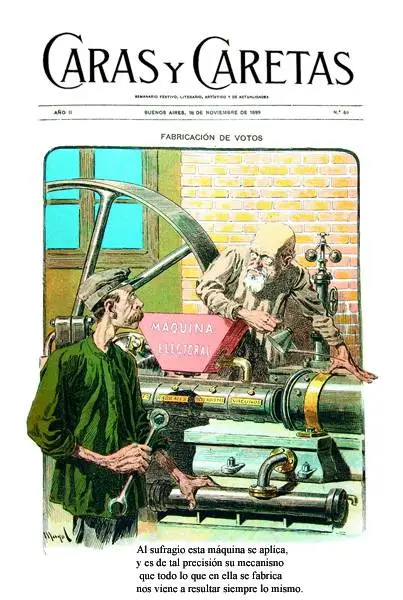
Portada de la revista Caras y Caretas del año 1903.

En el comicio reinaba, pues, la calma más absoluta, y los pocos votantes que en grupos llegaban se dormían por aburrido comité de la provincia eran recibidos y dirigidos por Ferreiro, que los distribuía en las tres mesas para que depositaran su voto de acuerdo con las boletas impresas que él mismo daba al llegar al atrio. Los votantes, una vez cumplido su deber cívico, se retiraban nuevamente al comité para cambiar de aspecto lo mejor posible (el disfraz solía consistir en cambiar el pañuelo que llevaban al cuello, nada más) y volver diez minutos más tarde a votar otra vez como si fueron otros ciudadanos en procura de genuina representación.

-¡No sé pá!, que hacen incomodar a esa gente —exclamó uno de los escrutadores—. Además de incomodarse ellos nos incomodan a nosotros, porque nos hacen perder tiempo; la mayor parte ni siquiera sabe con qué nombre debe votar. Lo mejor es seguir copiando derecho viejo del padrón, sin tanta historia.

Y desde ese momento cesó la procesión de comparsa hecha a modo de los desfiles de teatro en que los que salen por una puerta entran enseguida por la otra, después de cambiar de sombrero o de quitarse la barba postiza. Los escrutadores pudieron entonces copiar descansadamente el padrón, y así lo hicieron hasta la hora de almorzar.

## La ley Sáenz Peña
La Revolución del 4 de febrero de 1905, encabezada por el Coronel Daniel Fernández, tenía una sola causa: el hastío de las clases populares frente al reinado del «fraude como método de supervivencia del proyecto establecido en el 80». Y aunque la misma fracasó, como todas las rebeliones anteriores de «los inmigrantes», el tejido social en la República Argentina estaba quebrado y solo era cuestión de tiempo para una nueva revolución que cada vez contaba con más adeptos.
Así las cosas, el 12 de marzo de 1906 falleció el presidente Manuel Quintana y lo sucedió un exintegrante del unicato juarista: José Figueroa Alcorta. Los cuatro años y siete meses que transcurrieron hasta la asunción de un nuevo presidente, fueron momentos de huelgas y agitación obrera, fraude electoral, obstrucción legislativa en el parlamento argentino y la formación de un nuevo partido oficial que terminaría con la carrera política de Julio Argentino Roca: la Unión Nacional.
En ese contexto, nació la candidatura presidencial del embajador Roque Sáenz Peña, tras un primer intento fallido de 1892, que representaba una postura de modificación del régimen de sufragio y apertura política frente a la democracia restrictiva de los primeros casi cincuenta años de la República Argentina.
Con Luis Sáenz Peña en el poder se abrió el debate. Legisladores de distintas tendencias propusieron la modificación del régimen de sufragio introduciendo la representación proporcional para ampliar las posibilidades de los partidos menores o volviendo al sistema de la circunscripción uninominal establecido en 1903 para que sea el ámbito local y no el comité el que seleccione a los representantes. La Ley 4.161 de 1903, creación de Joaquín V. González —sólo aplicada en 1904— establecía el régimen uninominal por circunscripciones combinado con el sufragio voluntario. Los argumentos giraban en torno a que el escrutinio de lista, completa o incompleta, era la negación del gobierno representativo y federal; la interposición del comité entre el electorado y el pueblo. Por el contrario, el representante surgido del distrito reunía la representación de intereses de los votantes y de calidades, en tanto es el personaje destacado, el «notable local».
En 1905, con el presidente Manuel Quintana, se volvió a la lista completa, en la que cada elector, en su circunscripción, votaba por todos los candidatos de su distrito. Dos meses después de esto se suprimió el voto de viva voz, que no fue secreto, pero sí escrito. El elector debía entregar a la mesa electoral, en un papel escrito y doblado, los nombres de la totalidad de los candidatos por los que votaba. Obviamente esto limitaba el voto a los alfabetos, una franca minoría por aquel entonces.
En 1910 se impuso la fórmula presidencial de la Unión Nacional. El presidente Roque Sáenz Peña al jurar ante el Congreso Nacional había fijado su propósito:

que las minorías estén representadas y ampliamente garantizadas en la integridad de sus derechos.

Opino que debemos levantar un nuevo padrón electoral, para llamar a la acción a todos los ciudadanos, procurando que todos los partidos fiscalicen la legalidad de la inscripción. El padrón existente lo juzgo legal, pero no satisface a los partidos, ni guarda proporción con la población. Me será grato proponer al Congreso el proyecto que contenga la nueva inscripción y la reforma de la ley electoral.

En este sentido, el 27 de julio de 1911, se promulgó la Ley 8.130, que derogaba toda la legislación anterior sobre formación del registro electoral; dispuso la confección de un nuevo padrón electoral permanente, sobre la base de los padrones del enrolamiento militar.
El 11 de agosto de 1911 tuvo entrada el proyecto sobre reforma electoral firmado por el presidente Roque Sáenz Peña y su ministro del Interior, Indalecio Gómez. En su mensaje, el poder Ejecutivo señalaba que con la sanción de las leyes de enrolamiento militar y padrón electoral la Nación tendría dentro de algunos meses un censo electoral completo y cada uno de los ciudadanos inscripto, un título cívico auténtico y depurado. Garantizar el sufragio y crear un verdadero sufragante sólo podría concretarse mediante la modificación del sistema electoral. De ahí que se propicie el sistema de la lista incompleta.
La Cámara de Diputados dispuso que el proyecto y el mensaje pasaran a estudio de la comisión de asuntos constitucionales. Ésta, con algunas modificaciones de forma, los despachó favorablemente, entrando para sus consideraciones por la Cámara en la sesión del 6 de noviembre de 1911. El diputado José Fonrouge informó el despacho de Comisión, y señaló que la Comisión se había preocupado porque existan comicios donde el ciudadano podía ejercitar con verdad y libertad sus derechos políticos. Que a tal fin había tomado por base el proyecto del poder ejecutivo, una de cuyas partes más importantes estaba dada por el voto obligatorio, ya que terminantemente declaraba que el sufragio era una obligación del ciudadano. Pero destacaba que no existe despacho sobre el sistema electoral en sí, reservándose cada uno de los miembros el derecho a exponer su opinión sobre el procedimiento que entendían más adecuado a la Constitución y a las necesidades del país en el seno de la Cámara. Por su parte Fonrouge sostuvo el sistema de la lista incompleta, que a su juicio resultaba siempre un sistema de pluralidades: se adjudica a la primera mayoría las dos terceras partes y a la segunda mayoría una tercera parte. La «lista incompleta», es la que contiene un número de candidatos, menor que el número de bancas a elegir. Es decir, es una lista a la que se ha cercenado una parte de lo que debe contener la «lista completa».
En el sistema de la ley nacional, un partido no puede llevarse la totalidad de la representación, porque el voto de los electores ha sido «restringido» por la ley; ha sido «limitado». He ahí la síntesis de la ley Sáenz Peña, como claramente lo expresara en la Cámara de Diputados, su defensor, el ministro del Interior Indalecio Gómez. Se preguntaba el ministro si el Gobierno de la Nación intervendría para descomponer la máquina electoral y concluía negativamente:

Puesto que el mal es que esa máquina da el producto de todas la diputaciones, y esto es lo que se quiere evitar, hagamos pues que no produzca todas, que produzca sólo una parte. La otra se deja a los partidos que no forman parte de la máquina…

Luego del diputado Fonrouge, no lo siguió en el uso de la palabra el diputado Marco Aurelio Avellaneda, quien se opuso al proyecto porque atentaba contra el orden constitucional y democrático, dividiendo y anarquizando los partidos políticos, ya que tendía a favorecer al radicalismo:

Lo que el poder ejecutivo nos propone no es un sistema; es un mero arbitrio ideado para dar representación a una minoría, no a las minorías. Es una limitación que la ley impone a las facultades del votante. Se quiere contemporizar con las oposiciones de algunas provincias; entregar una oferta de paz a un partido que vive eternamente conspirando.

El diputado Manuel Augusto Montes de Oca defendió la constitucionalidad del sistema proporcional adoptado en el proyecto oficial. Así, manifestó:

El artículo 37, establece tres reglas primordiales de sistema electoral. Son los tres temas y no sistemas a que ha aludido el señor ministro. Primera, la representación directa; segunda, la división de la República en distritos; tercera, la elección a simple pluralidad. (…) Todos los sistemas electorales que hoy debaten su primacía en el mundo de la ciencia caben dentro de los
dos primeros recaudos constitucionales que acabo de enunciar. El punto a averiguar es si esos regímenes caben dentro de la frase ‘a simple pluralidad’… no tengo la menor duda en contestar en sentido afirmativo. Por el sistema de la ‘lista incompleta’, no se faculta al elector a dar su voto, sino por un número menor de candidatos a elegir por el distrito. Y este sistema cabe dentro del Artículo 37, como cabe el sistema proporcional, que en mi concepto podría establecerse desde ya, si se creyera que él se amolda a las exigencias verdaderas de la sociedad argentina. no hay regla alguna que prohíba al Congreso legislar esta materia en la forma que lo aconsejen e impongan las conveniencias de la Nación. Yo votaré, aunque me quede solo, por el sistema proporcional cuya constitucionalidad acabo de sostener.

El diputado Horacio C. Varela, se opuso al sistema de la lista incompleta y propuso, en substitución, el de circunscripciones uninominales de 1902. La minoría de la Comisión de Negocios Constitucionales presentó un proyecto que proponía el voto uninominal. No obstante, al desarrollarse la discusión, quienes apoyaban el sistema de lista incompleta argumentaron, entre otras cosas que, por ser lista, agrupa a su alrededor voluntades y actividades y al agruparlas, contribuye en esa forma a dar organización a los partidos políticos, que era uno de los fines perseguidos por el Poder Ejecutivo. De este modo, provee a que las minorías estén representadas, no por individuos aislados (como puede ocurrir con el sistema de circunscripciones) sino por verdaderas colectividades.
El diputado Julio Argentino Pascual Roca sostuvo que el imperio del régimen de la mayoría era la expresión primaria del sistema electoral argentino implantado por la Constitución. Pero eso no se logró materializar ni con el sistema de lista completa ni con el de lista incompleta contenido en el proyecto, sino únicamente con el sistema de circunscripción uninominal.
El diputado Gaspar Ferrer se opuso al proyecto con fundamento en la inconstitucionalidad que le atribuyó. Además de las consideraciones ya vertidas en torno a los alcances del artículo 37 antes citado, consideró que hacer obligatorio el sufragio es violentar la Constitución que en ninguna de sus cláusulas mandaba a los ciudadanos concurrir a los actos electorales.
Julio A. Costa afirmó en la Cámara de Diputados de la Nación con respecto a la «lista completa» que faltarían todos los partidos menos uno. El Poder Ejecutivo nos propone la lista incompleta que, en una aplicación ideal y perfecta, vendría al Congreso la mayoría mutilada en tercio. Se preguntaba en qué condición quedarían los otros partidos. Y se respondía: en la condición de excluidos con lo que no habrían cambiado los términos del problema que generaba el sistema de lista completa (exclusión), es decir la abstención y las conspiraciones.
El 24 de noviembre de 1911 se aprobó el proyecto del Poder Ejecutivo en general por 49 votos contra 32. Su tratamiento en particular concluyó el 20 de diciembre de 1911 y la Cámara de Diputados rechazó por 344 votos contra 32 el establecimiento del voto obligatorio contenido en el Artículo 6 del proyecto. Pasó para su tratamiento al Senado, ingresando en su sesión del 26 de diciembre de 1911. Con despacho de la Comisión de Asuntos Constitucionales, inició su consideración en la reunión del 30 de enero de 1912, siendo aprobada el 7 de febrero. Como la Cámara de Senadores aprobó la obligatoriedad del voto e introdujo algunas reformas de detalle al proyecto de ley, pasó a la Cámara de Diputados, siendo sancionada el 10 de febrero y promulgada tres días después, el 13 de febrero de 1912, bajo el número 8.871. Se incorporó de este modo al mecanismo institucional del país el sufragio universal e igual, obligatorio y secreto para todos los argentinos mayores de 18 años de edad, y el sistema de lista incompleta.

## El sistema de la ley Sáenz Peña
La ley Sáenz Peña o Ley 8.871, publicada en el Boletín Oficial de la República Argentina el 26 de marzo de 1912, estableció la lista incompleta combinada con el secreto y la obligatoriedad del sufragio y el mecanismo plurinominal. Aunque seguía siendo exclusivo para varones argentinos, nativos y naturalizados, mayores a 18 años. Estos son algunos de los artículos más importantes de la ley:
“Art. 1°  Son electores nacionales los ciudadanos nativos y los naturalizados desde los diez y ocho años cumplidos de edad, siempre que estén inscriptos unos y otros en el padrón electoral.
Art. 2°  Están excluidos los dementes declarados en juicio. Por razón de su estado y condición: los eclesiásticos y regulares, los soldados, cabos y sargentos del ejército permanente, los detenidos por juez competente mientras no recuperen su libertad, los dementes y mendigos, mientras estén recluidos en asilos públicos. Por razón de su indignidad: los reincidentes condenados por delito contra la propiedad, durante cinco años después de la sentencia.
Art. 5°  El sufragio es individual, y ninguna autoridad, ni persona, ni corporación, ni partido o agrupación política puede obligar al elector a votar en grupos, de cualquier naturaleza o denominación que sea.
Art. 6°  Todo elector tiene el deber de votar cuantas elecciones nacionales fuesen convocadas en su distrito.
Art. 7°  Quedan exentos de esta obligación (de votar) los electores mayores de 70 años.
Art. 39°  Si la identidad (del elector) no es impugnada, el presidente del comicio entregará al elector un sobre abierto y vacío, firmado en el acto por él de su puño y letra, y lo invitará a pasar a una habitación contigua a encerrar su voto en dicho sobre.
Art. 41°  La habitación donde los electores pasan a encerrar su boleta en el sobre no puede tener más que una puerta utilizable, no debe tener ventanas y estará iluminada artificialmente en caso necesario…”

## Legislación posterior y reformas
En el período que va desde 1912 hasta 1930, se introdujeron reformas legislativas que no modificaron sustancialmente el sistema de la Ley 8.871. A saber:
- Ley 9.147 de 1913
- Ley 10.267 de 1917
- Ley 10.269 de 1917
- Ley 11.050 de 1920
- Ley 11.387 de 1926